# تكبر

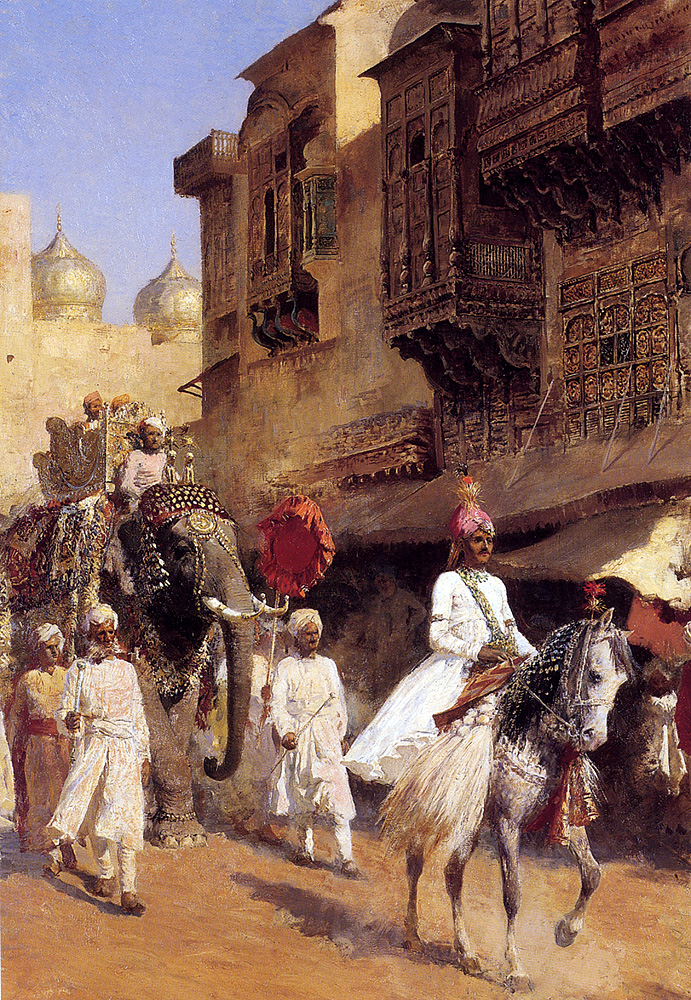

الكِبْر أو التَّكَبُّر أو التَّغَطْرُس أو التَّعَاظُم هو أثر من آثار العجب والافتراء من قلب قد امتلأ بالجهل والظلم ترحلت منه العبودية، ونزل عليه المقت فنظره إلى الناس شذر ومشيه بينهم تبختر ومعاملته لهم معاملة الاستئثار لا الإيثار ولا الإنصاف ولا يرى لأحد عليه حقا ويرى حقوقه على الناس ولا يرى فضلهم عليه. ومن معانيه التَّرَفُّعُ والخُيَلاءُ المعجم: الرائد
تَكَبَّر : تعظَّم وامتنع عن قبول الحقِّ معاندةٌ . المعجم الوسيط. «يَنْبَغِي لِلعالِمِ أَنْ لاَ يَتَكَبَّرَ على الْمُتَعَلِّمينَ» (ابن المقفع )
.المعجم: الغني 

## رأي علماء النفس في التكبر
- المتكبر إنسان يشعر بالنقص فيريد أن يكمل نقصه بالتكبر ليجد من ينظر إليه ومن يتحدث معه فهو تعويض لنقص ما عند الشخص.
- يلجأ الإنسان لسد احتياجاته النفسية بأن يتمسك بسلوك الغرور والتكبر تعويضًا لمشاعر أخرى قد تكون غير واعية في عقله الباطن. فهو يجعلك تظن أنك أعلى البشر كافة وفي الواقع أنت بشر مثلهم من دم ولحم وتمرض وتضعف وتموت مثلهم.
- يقال طريقتك في المشي تخبرك من أنت فإذا كان المشي فيه اختيال واضح دل ذلك على التكبر وحب الظهور.[3][4]

## الأصل اليوناني القديم
في اليونانية القديمة،الغطرسة هي إشارة إلى الأعمال التي تودي إلى الخجل والإهانة والإذلال للمتعة والتلذذ أو الإشباع من الشخص المعتدي بالضحية.
كان على المدى البعيد له دلالة جنسية قوية، وعكس العار على مرتكب الجريمة كذلك
.

## أسباب التكبر
ولما كان التكبر إعجابا بالنفس، المؤدية إلى احتقار الناس والترفع عليهم، فإن أسبابه التي تؤدي إليه، وبواعثه التي ينشأ منها، هي بعينها: أسباب وبواعث الإعجاب بالنفس، والغرور، إذا أهملت ولم تعالج وهي لا تزال في أوائلها، فهي من الأشياء التي تنشأ مع الإنسان في صغره.
- 1- العلم : ما أسرع التكبّر إلى بعض العلماء أو المثقفين فلا يلبث أن يستشعر الواحد منهم في نفسه كمال العلم فيستعظم نفسه ويستحقر الناس ويستجهلهم، وسواء أكان العلم شرعياً أو علماً مادياً .
- 2- التكبر بالحسب والنسب فالذي له نسب شريف يستحقر من ليس له نسب حتى وإن كان أرفع منه علماً وعملاً، وهذا من أفعال الجاهلية التي نهى الشرع عنها.
- 3- التكبر بالمال فهذا يحصل بين كثير من الأغنياء المترفين، في لباسهم ومراكبهم ومساكنهم، فيحتقر الغني الفقير ويتكبّر عليه، أو يحصل من بعض الزوجات التي قد تتكبّر على زوجها بسبب أنها موظفة مثله أو أعلى منه، أو أنها غنية بمالها أو مال أبيها.
- 4- التكبّر بالمنصب : وهذا يحصل من بعض من يتولّون مراكز مهمة ورفيعة في الدولة، فيرى أنه أفضل ممن دونه فيحتقره، وربما رأى أن الواجب ألا يتصل به الناس مباشرةً بل لابد من وسيط بينهما، أو ينظر إلى من تحته من الموظفين نظرة احتقار، ويعاملهم كعبيد عنده، وقد يجرّه التكبر إلى أن يركب رأسه أحياناً فيرتكب أخطاء كبيرة في عمله، وإذا نصح أعرض وسخط على من نصحه، ولم يمنعه من قبول النصيحة والتوجيه إلا التكبر .

## النظرة الدينية للتكبر
ما جاء في ذمّ الكبر وبيان الوعيد الشديد لأهله

### التكبر في الإسلام
- في اصطلاح الدعاة، فإن التكبر هو: إظهار العامل إعجابه بنفسه بصورة تجعله يحتقر الآخرين في أنفسهم، وينال من ذواتهم، ويترفع عن قبول الحق منهم.
- جاء في الحديث عَنْ النَّبِيِّ ﷺ قَالَ: [ لَا يَدْخُلُ الْجَنَّةَ مَنْ كَانَ فِي قَلْبِهِ مِثْقَالُ ذَرَّةٍ مِنْ كِبْرٍ ] قَالَ رَجُلٌ: إِنَّ الرَّجُلَ يُحِبُّ أَنْ يَكُونَ ثَوْبُهُ حَسَنًا وَنَعْلُهُ حَسَنَةً قَالَ: [ إِنَّ الله جَمِيلٌ يُحِبُّ الْجَمَالَ الْكِبْرُ بَطَرُ الْحَقِّ وَغَمْطُ النَّاسِ] رواه مسلم والترمذي وأحمد.

### آيات ذم التكبر في القران العظيم
- لقد وردت آيات كثيرة تذمّ الكبر وتنهى عنه وتحذّر منه، من ذلك :

1. قوله تعالى في: سورة الأعراف ﴿قَالَ فَاهْبِطْ مِنْهَا فَمَا يَكُونُ لَكَ أَنْ تَتَكَبَّرَ فِيهَا فَاخْرُجْ إِنَّكَ مِنَ الصَّاغِرِينَ ۝١٣﴾
2. قوله تعالى : سورة الأعراف ﴿سَأَصْرِفُ عَنْ آيَاتِيَ الَّذِينَ يَتَكَبَّرُونَ فِي الْأَرْضِ بِغَيْرِ الْحَقِّ وَإِنْ يَرَوْا كُلَّ آيَةٍ لَا يُؤْمِنُوا بِهَا وَإِنْ يَرَوْا سَبِيلَ الرُّشْدِ لَا يَتَّخِذُوهُ سَبِيلًا وَإِنْ يَرَوْا سَبِيلَ الْغَيِّ يَتَّخِذُوهُ سَبِيلًا ذَلِكَ بِأَنَّهُمْ كَذَّبُوا بِآيَاتِنَا وَكَانُوا عَنْهَا غَافِلِينَ ۝١٤٦﴾ [الأعراف:146]. أي: يرون أنهم أفضل الخلق، وأن لهم من الحق ما ليس لغيرهم' .
3. قوله تعالى : سورة غافر ﴿الَّذِينَ يُجَادِلُونَ فِي آيَاتِ اللَّهِ بِغَيْرِ سُلْطَانٍ أَتَاهُمْ كَبُرَ مَقْتًا عِنْدَ اللَّهِ وَعِنْدَ الَّذِينَ آمَنُوا كَذَلِكَ يَطْبَعُ اللَّهُ عَلَى كُلِّ قَلْبِ مُتَكَبِّرٍ جَبَّارٍ ۝٣٥﴾ [غافر:35] .
4. قوله تعالى : سورة النحل ﴿لَا جَرَمَ أَنَّ اللَّهَ يَعْلَمُ مَا يُسِرُّونَ وَمَا يُعْلِنُونَ إِنَّهُ لَا يُحِبُّ الْمُسْتَكْبِرِينَ ۝٢٣﴾ [النحل:23] .
5. قوله تعالى : سورة الزمر ﴿قِيلَ ادْخُلُوا أَبْوَابَ جَهَنَّمَ خَالِدِينَ فِيهَا فَبِئْسَ مَثْوَى الْمُتَكَبِّرِينَ ۝٧٢﴾ [الزمر:72] .

### ذم التكبر في السنة النبوية
- وقوله ﷺ : (ألا أخبركم بأهل النار ؟ كل عتلّ جوّاظ مستكبر) [متفق عليه]
- وقوله ﷺ : (لا يدخل الجنة من كان في قلبه مثقال ذرّة من كبر) ، قال رجل : إن الرجل يحب أن يكون ثوبه حسناً ونعله حسناً، فقال ﷺ : (إن الله جميل يحب الجمال، الكبر بطَر الحق وغمط الناس) ] رواه مسلم
- فبين ﷺ أن التجمّل في الهيئة واللباس أمر محبوب عند الله إذا لم يصاحبه كبر واستعلاء على الناس ، وأنه ليس من الكبر في شيء.
- وقال ﷺ : (يحشر المتكبّرون يوم القيامة أمثال الذر) ، ويكفي أهل الكبر ذمّاً وإثماً أن إمامهم وقائدهم في ذلك إبليس – لعنه الله – الذي تكبّر على الله ولم يسجد لآدم، وفرعون وقارون وأمثالهم، ومن عمِل عمَل قومٍ حريُّ أن يحشر معهم وأن يعذّب بمثل ما يعذبوا به. .[7]
- ويقول ابن حزم :- لاتقارن بين نفسك وبين ومن هو أكثر عيوبا منها فتستسهل الرذائل، فاستمر في معالجة عيوبك ولا تركن إلى الاخرين ولا تقل أنا أحسن من غيرى ولا تقل أنا أحسن من الأول.

## وصلات خارجية
- http://www.al-madina.com/node/265621
- http://www5.0zz0.com/2011/06/16/16/356604130.gif (http://www.0zz0.com/)